# Chiesa della Santissima Annunziata (Istia d'Ombrone)
La chiesa della Santissima Annunziata era un edificio religioso situato ad Istia d'Ombrone, frazione del comune di Grosseto. La sua ubicazione era al di fuori delle mura di Istia d'Ombrone, a sud dell'abitato.
Di origini medievali, la chiesa venne ulteriormente decorata internamente durante il periodo rinascimentale, epoca in cui custodiva al proprio interno ben tre altari. Ulteriori interventi di ristrutturazione furono attuati attorno alla metà del Seicento, dopo che l'edificio risultava conservato in non buone condizioni. Il luogo di culto svolge le originarie funzioni parrocchiali fino al 1759, anno in cui fu ceduta ad un eremita; negli anni successivi, l'edificio religioso era sempre meno frequentato dai fedeli, tanto da andare incontro ad un precoce declino, tanto che nel 1775 vennero prelevati alcuni materiali edilizi per ristrutturare la centrale chiesa di San Salvatore. Infine, nel 1788 fu completamente demolita per lasciare spazio al camposanto che sostituì quello preesistente presso la chiesa di San Sebastiano di Istia d'Ombrone.
Della chiesa della Santissima Annunziata sono state perdute completamente le tracce, pur essendo facilmente identificabile il luogo in cui era ubicata grazie a numerosi documenti e mappe d'epoca. L'edificio religioso si presentava a pianta rettangolare, a navata unica, con abside e transetto.